# 중앙연구원

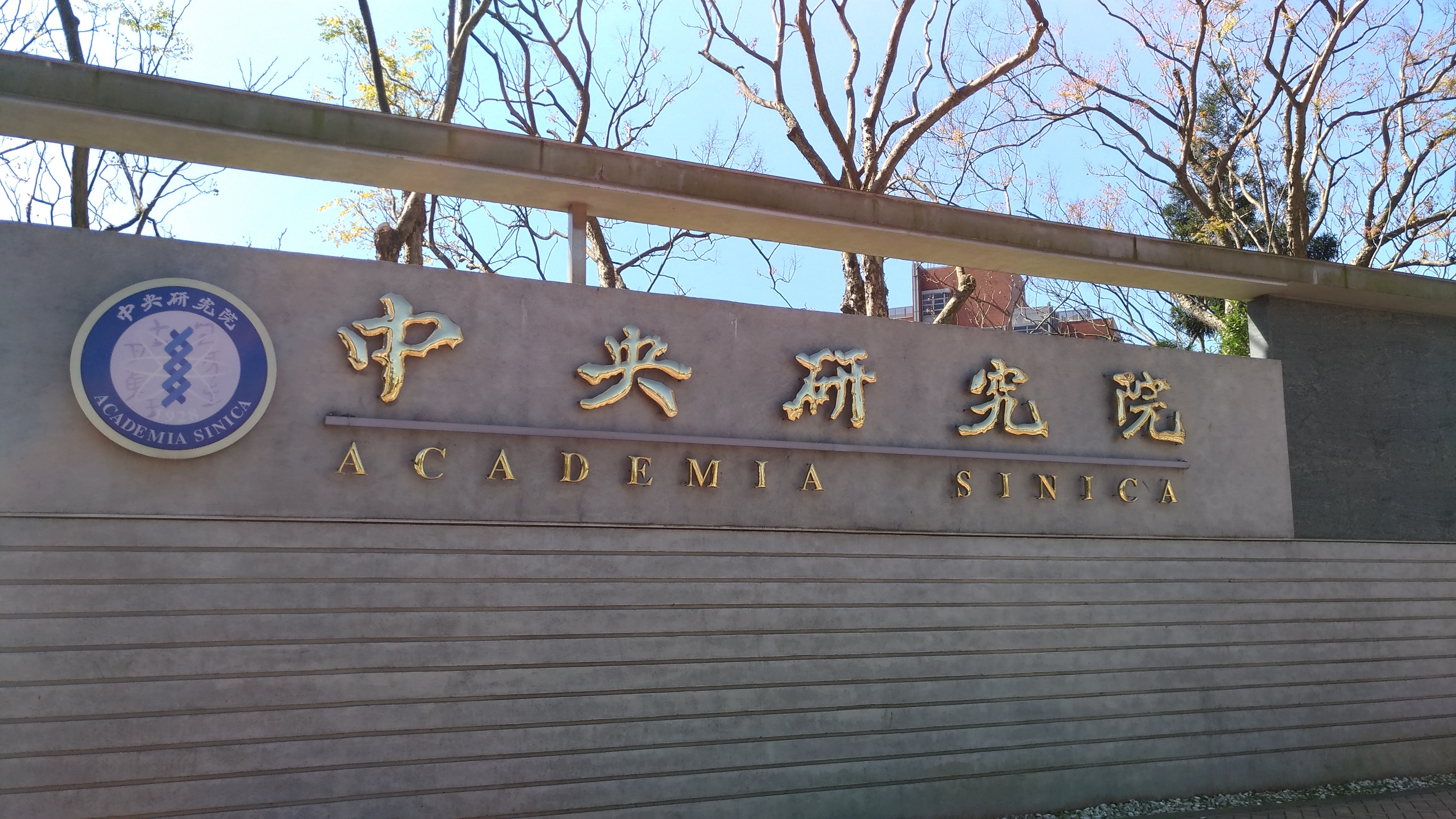
중앙연구원 정문

중앙연구원(중국어: 中央研究院, 병음: Zhōngyāng Yánjiùyuàn)은 타이베이시 난강 구에 위치한 중화민국의 국립 연구원으로, 중화민국 총통의 직속기관이다. 현재 웡치후이(翁啟惠)가 연구소장을 맡고 있다.
Academia Sinica라는 중앙연구원의 라틴어 이름은 베이징에 있는 중화인민공화국의 중국과학원에서도 과거에 사용하였으나 혼란을 피하기 위해 중화인민공화국의 중국과학원은 Chinese Academy of Sciences라는 영문이름을 사용한다. 중화인민공화국의 중국과학원과는 다르게 중화민국의 중앙연구원에는 사회과학 분야를 위한 부속연구기관들도 있다.

## 같이 보기
- 중화민국 총통부